# Arcidiecéze clermontská
Arcidiecéze clermontská (lat. Archidioecesis Claromontana, franc. Archidiocèse de Clermont) je starobylá francouzská římskokatolická arcidiecéze, založená ve 3. století. Na arcidiecézi byla povýšena 8. prosince 2002. Leží na území departementu Puy-de-Dôme, jehož hranice přesně kopíruje. Sídlo arcibiskupství i katedrála Notre-Dame-de-l'Assomption de Clermont-Ferrand se nachází ve městě Clermont-Ferrand. Clermontská arcidiecéze je hlavou clermontské církevní provincie.
Od 20. září 2016 je arcibiskupem–metropolitou Mons. François Kalist.

## Historie
Biskupství bylo v Clermontu založeno v průběhu 3. století. Prvním biskupem clermontským se stal svatý Austremon. V souvislosti se vznikem diecéze Saint-Flour bylo pro novou diecézi vyčleněno území z clermontské diecéze. V souvislosti s konkordátem z roku 1801 byla zrušena diecéze Le Puy-en-Velay, jejíž území se stalo součástí clermontské diecéze. Diecéze Le Puy-en-Velay byla obnovena 6. října 1822.
Clermontská diecéze byla 8. prosince 2002 povýšena na metropolitní arcidiecézi. Vznikla clermontská církevní provincie, do které náleží tři sufragánní diecéze; diecéze moulinská, Le Puy-en-Velay a Saint-Flour.